# Gnoll
Les gnolls sont une race humanoïde fictive, apparue pour la première fois dans le jeu de rôle Donjons et Dragons en 1974. Généralement représentés comme des humanoïdes à tête de hyène, ces monstres sont inspirés de créatures issues des œuvres littéraires de Lord Dunsany et Margaret St. Clair.

## Conception et histoire éditoriale

### Inspirations littéraires du jeu

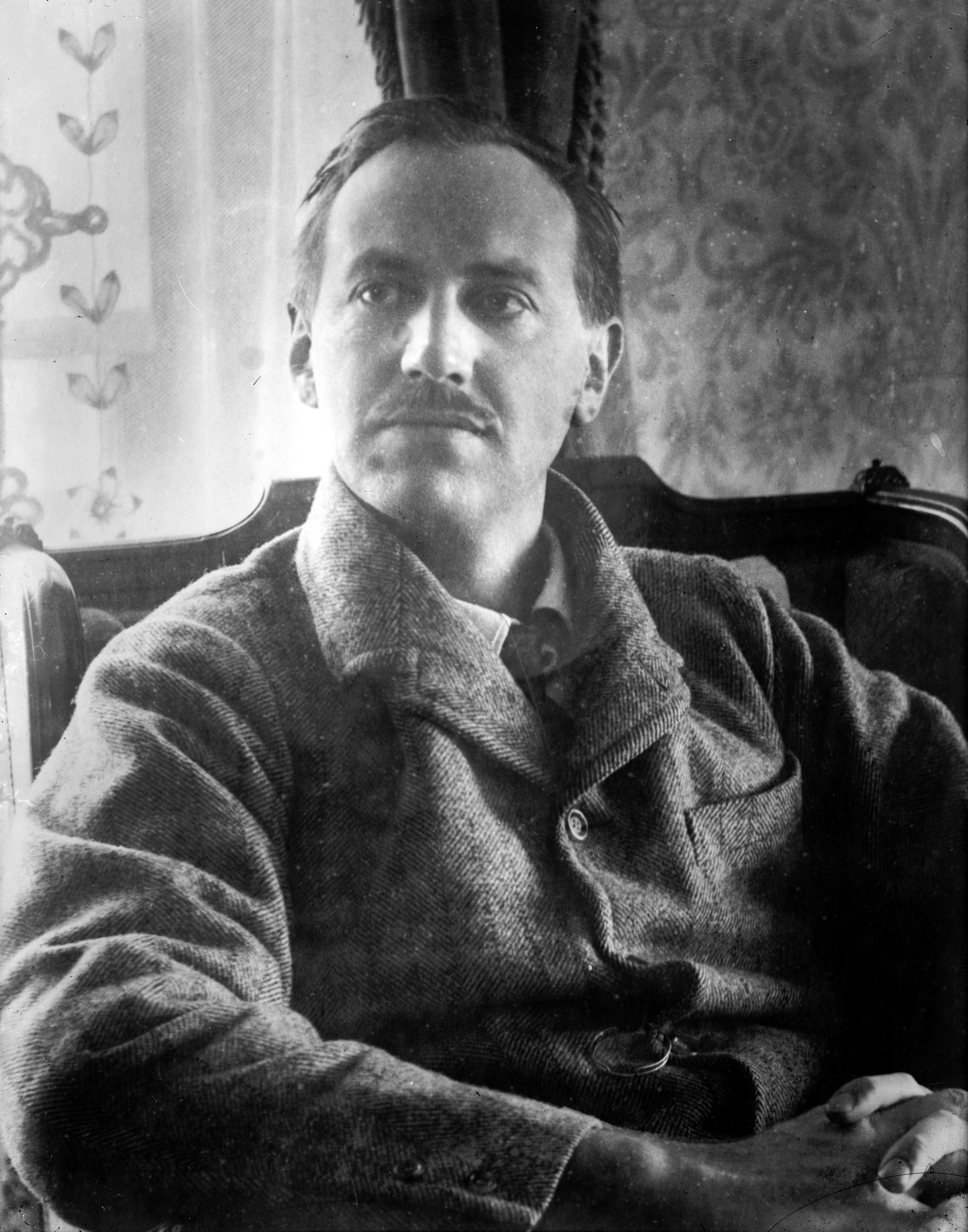
En 1912, Lord Dunsany rédige How Nuth would have Practised his Art upon the Gnoles, nouvelle inspiratrice des gnolls.

Les « gnoles », ainsi orthographiés, sont apparus pour la première fois dans la littérature sous la plume de Lord Dunsany en 1912, dans la nouvelle How Nuth would have Practised his Art upon the Gnoles (« Comment Nuth a pratiqué son art sur les Gnoles »). Ces créatures ne sont pas clairement décrites, mais on apprend qu'elles construisent des pièges astucieux pour défendre leurs trésors. La nouvelle contient une référence directe à d'autres créatures, les goules : « the silence that, though ominous, was earthly, became unearthly like the touch of a ghoul » (« le silence qui, bien qu'inquiétant, était naturel, devint aussi surnaturel que le contact d'une goule »).

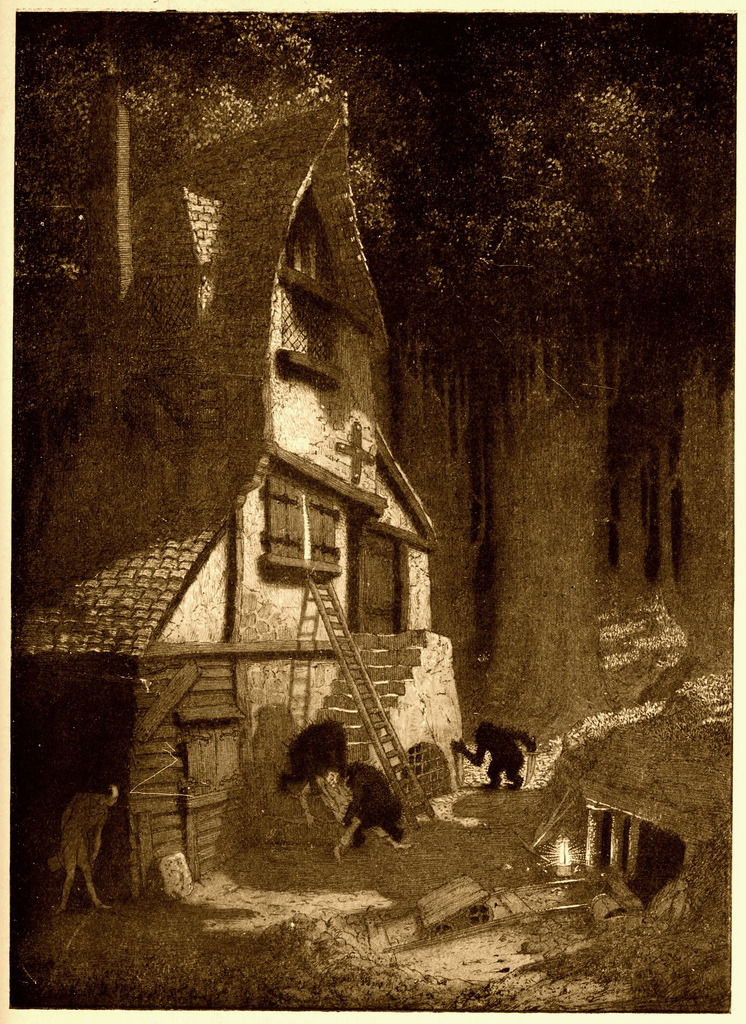
The Lean, High House Of The Gnoles, illustration de Sidney Sime, 1912.

Les « gnoles » réapparaissent ensuite sous la plume de l'écrivaine américaine Margaret St. Clair, dans une nouvelle publiée en 1951. Gary Gygax, l'un des auteurs de Donjons et Dragons, a admis sa dette envers elle, déclarant : « J'ai pris le nom dans une nouvelle publiée dans The Magazine of Fantasy & Science Fiction, The Man Who Sold Rope to the Gnoles (« L'homme qui vendait des cordes aux gnoles »). Tout le reste, je l'ai fait pour que ça aille avec le jeu ».
En 1974, la première mention des gnolls dans les règles du jeu de rôle Donjons et Dragons comporte une référence littéraire explicite. Les monstres sont ainsi décrits comme « un croisement entre des gnomes et des trolls (... Lord Dunsany n'a peut-être pas clairement indiqué cela) avec +2 au moral. Pour le reste, ils sont similaires aux hobgobelins »,. Les gnolls sont listés, avec les hobgoblins, parmi les créatures liées au Chaos. Une illustration du jeu montre une créature courbée, au museau allongé, aux longues oreilles, pourvue de griffes, équipée d'un casque, d'une armure et d'une hache.
Un lien entre les goules et les hyènes existe dans les contes, ou encore, par exemple, dans la nouvelle The Ghoul and the Seraph de Clark Ashton Smith.

### Transformation au fil des éditions et suppléments

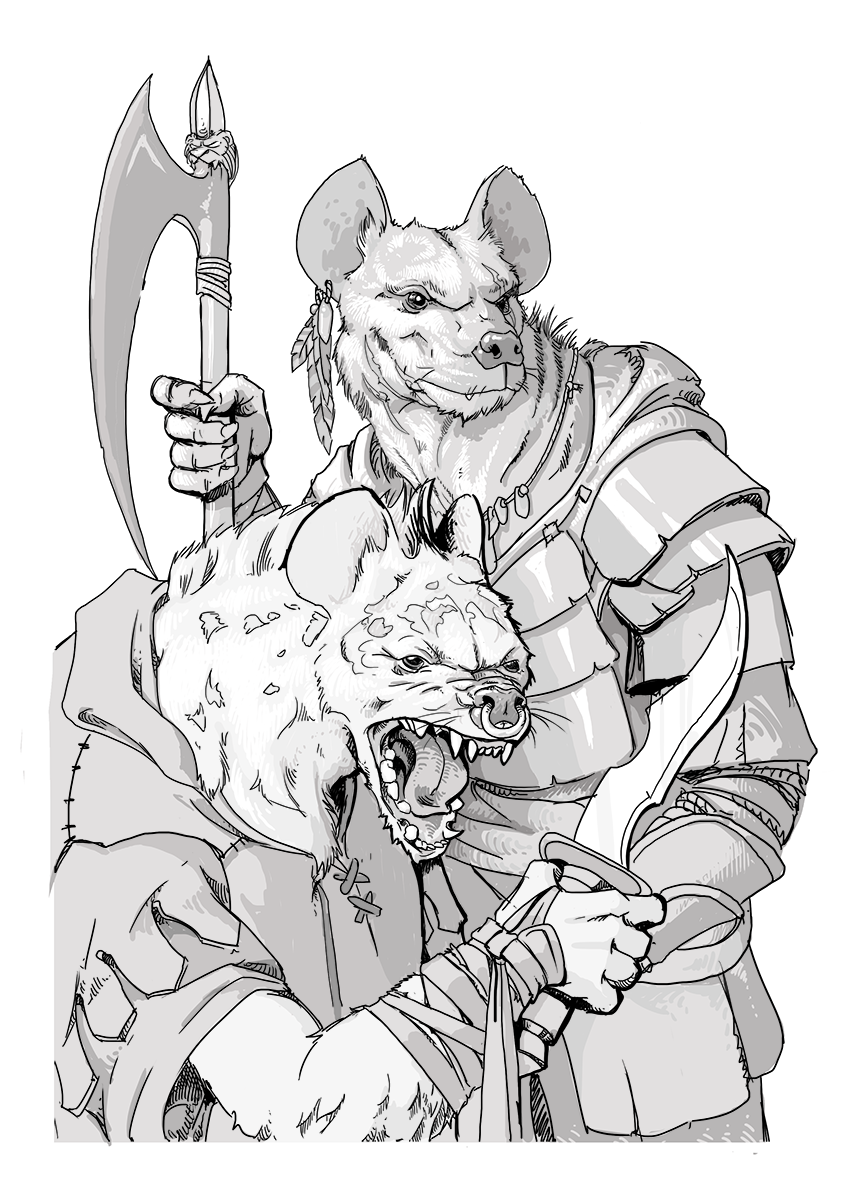
Des gnolls tels qu'ils apparaissent dans le jeu de rôle Donjons et Dragons.

En 1977, lors de la publication Monsters manual (manuel des monstres) d'Advanced Dungeons and Dragons, les gnolls sont décrits comme ressemblant à des hyènes. Ils sont hauts de plus de 2,10 m, ont la peau gris-vert, le museau plus sombre, la crinière variant du gris rouge aux jaune sale, les yeux noirs et les griffes couleur d'ambre, portant des armures et vêtements élimés. Cette description va fixer l'image générale du gnoll, comme hyène humanoïde, même si la peau verdâtre semble un héritage du troll, tel qu'il apparaît dans le même manuel. Leur intelligence est indiquée comme « faible à moyenne » et leur alignement, chaotique mauvais.
Quoique plusieurs fois cités dans l'édition d'introduction rédigée par Eric Holmes, les gnolls n'ont pas d'entrée spécifique dans la description des monstres, également publiée en 1977. L'édition de Tom Moldvay en 1981, c'est-à-dire la célèbre « boîte rouge », entérine la description comme hommes-hyènes, et ajoute « On dit que les gnolls sont le résultat d'un croisement magique entre un troll et un gnome fait par un magicien démoniaque », ce qui précise leur origine potentielle sans la valider complètement. Interrogé sur ce point Gary Gygax a expliqué : « Qui a dit que le croisement d'un gnome et d'un troll ne pouvait pas avoir un visage de hyène ? Après tout, c'est moi qui ait mentionné les origines de ces espèces. J'ai juste décidé que c'était trop fade et que j'avais besoin de quelque chose de plus méchant. Je déteste intensément les hyènes... ».
Le monsters compendium (« catalogue des monstres ») de la seconde édition d'AD&D, publié en 1989, reprend mot pour mot la description de la précédente édition, y compris la peau verdâtre, tout en précisant leur mode de préhension (les mains des gnolls sont identiques à celles des humains) et de locomotion (ils sont bipèdes). Par contre, les origines supposées des trolls ne sont plus mentionnées dans leur description. La troisième édition de Donjons et Dragons, en 2000, gomme ce qui restait du troll, puisque seul est décrit la couleur de leur pelage : « La fourrure des gnolls va du roux terne au jaune sale ». De plus, ils gagnent en taille, atteignant désormais les 2,25 m. pour 150 kg. La quatrième édition de Donjons et Dragons ne propose pas de description physique des gnolls, mais une illustration qui entérine l'homme-hyène. Leurs caractéristiques de combat accentuent cette dualité, en leur attribuant des capacités d'attaque en meute, de morsure et de griffes.
Castles & Crusades, publié en 2004, mais fortement inspiré par l'esprit de la première édition d'AD&D, élargit l'aspect physique des gnolls, puisqu'ils peuvent avoir des « têtes de chacals, de hyène, de coyotes et autres charognards ».

## Description dans l'univers du jeu

### Mode de vie
Les règles originales de Donjons et Dragons ne détaillent guère le mode de vie des premiers gnolls, si ce n'est qu'on peut les trouver aussi bien dans le monde souterrain que dans les terres sauvages, qu'ils sont absents des villes et que, comme les hobgoblins, ils vivent en communautés de 20 à 200 membres dirigées par un roi.
Le Manuel des monstres (Monster manual) publié en 1977 est plus précis, mais diverge sur le modèle politique, puisqu'il précise que les gnolls vivent en bandes à l'organisation lâche, capables toutefois de s'unir temporairement sur des objectifs communs. Plutôt qu'un roi, ils sont dirigés par un simple chef. Leur caractère ubiquiste, capable de s'adapter aussi bien aux climats arctiques que arides, est confirmé. Leur habitat est, dans la plupart des cas (85 %), souterrain, bien qu'ils soient fainéants et mauvais mineurs, mais une minorité (15 %) habite des villages ou bâtiments abandonnés à la surface. Enfin, la composition sexuelle proposée de la société gnoll, soit deux mâles et quatre enfants pour une femelle, est conforme à celle de la plupart des autres humanoïdes présentés dans le même ouvrage. Aucune explication n'est proposée à ce sex-ratio déséquilibré.
La première description de l'habitat d'une tribu gnoll est celle proposée dans le module Le château fort aux confins du pays (The Keep on the borderlands), publié par Gary Gygax en 1979. Situé dans les « cavernes du Chaos », il ne diffère pas particulièrement de celui des tribus humanoïdes avoisinantes. Par contre, on rencontre dans le même module un « gnoll fou », qui semble préfigurer l'association entre gnoll et folie que l'on retrouvera développée dans leur religion.
Au départ une espèce souterraine, les gnolls deviennent des nomades, dont l'économie est entièrement tournée vers le pillage et l'esclavage, menés par le fanatisme religieux. Il existe néanmoins, dans les terres nordiques de Mystara, des tribus gnolls dotées d'une économie pastorale, pour lesquelles l'élevage de moutons n'exclut pas le recours périodique au pillage.

### Religion
Le Monster Manual, publié en 1977, introduisait le « seigneur démon des Gnolls », Yeenoghu. Une illustration due, tout comme celle du gnoll lui-même, à David C. Sutherland III, le présentait comme une créature humanoïde osseuse et efflanquée, à face de hyène, vêtue d'un pagne et de bracelets, armé d'un fléau à trois boules, constitué d'adamantium précise la notice. Le texte précisait que « dans les rangs des princes démons, Yeenoghu était l'un des plus puissants et des plus redoutés ». Il est en outre qualifié de « roi des goules », sans que la raison en soit précisée.
Ranivorus est un immortel vénéré par les gnolls dans le monde de Mystara. Associé à la sphère de l'Entropie, placé sous la tutelle de Thanatos, il a rang de Céleste dans la hiérarchie des immortels. Il est réputé avoir causé la chute de l'empire Nithien en semant la folie parmi les mages et la classe dirigeante. Ses adversaires sont Pflarr, immortel à tête de chacal associé à l'empire Nithien, et Halav, un héros parvenu à l'immortalité en combattant la grande horde des gnolls. Le culte de Ranivorus est répandu dans les collines de Soderfjord et de Vestland, ainsi qu'au Sud-Gnollistan. Il est associé à la folie, aux convulsions et aux personnalités multiples. Bien que les attributs de Ranivorus diffèrent sensiblement de ceux de Yeenoghu, Aaron Allston indique qu'il s'agit de deux noms pour une même entité.
La cinquième édition de Donjons et Dragons fait des gnolls une invention de Yeenoghu, qui a manipulé des hyènes avec sa magie pour créer les gnolls.

## Postérité
Les gnolls sont peu à peu repris par d'autres jeux et univers de fiction. Ils apparaissent dans le jeu de rôle Pathfinder, dans le jeu de cartes à collectionner Magic : L'Assemblée, dans le jeu de figurines Frostgrave.
Les gnolls apparaissent aussi dans des jeux vidéo comme Heroes of Might and Magic III ou World of Warcraft.
Ils sont mentionnés dans The Elder Scrolls IV: Oblivion dans le nom d'un lieu : La Montagne des Gnolls, le plus haut sommet des montagnes de Jerrall qui marquent la frontière entre Cyrodill et Bordeciel.